# Chaetocnema irregularis
Chaetocnema irregularis är en skalbaggsart som beskrevs av J. L. Leconte 1857. Chaetocnema irregularis ingår i släktet Chaetocnema och familjen bladbaggar. Inga underarter finns listade i Catalogue of Life.